# Kou-Kamma
Kou-Kamma es un municipio de la provincia de Cabo Oriental en Sudáfrica, con una población estimada en marzo de 2016 de  habitantes.
Se encuentra al oeste de la provincia, cerca de la frontera con la provincia del Cabo Occidental. 